# Herwig van Nieuwland

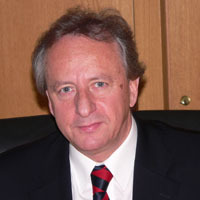
Herwig van Nieuwland

Herwig van Nieuwland (* 25. März 1952 in Hardegsen, Landkreis Northeim) ist ein deutscher Richter. Er war von 2000 bis zu seinem Eintritt in den Ruhestand 2017 Präsident des Niedersächsischen Oberverwaltungsgerichts und von 2013 bis 2019 Präsident des Niedersächsischen Staatsgerichtshofs.

## Leben
Nach dem Abitur am Felix-Klein-Gymnasium in Göttingen studierte Herwig van Nieuwland von 1970 bis 1975 Rechtswissenschaften, Volkswirtschaft und Politik an der Universität Göttingen. Im Anschluss daran war er von 1975 bis 1981 als Wissenschaftlicher Mitarbeiter am Institut für Allgemeine Rechtstheorie und Öffentliches Recht tätig. 1981 wurde er mit einer Dissertation über die Schranken der Grundrechte an der Universität Göttingen promoviert.
1981 begann Herwig van Nieuwland seine Richterlaufbahn als Richter am Verwaltungsgericht Braunschweig und wurde dort 1991 zum Vorsitzenden Richter ernannt. Im Jahre 1993 übernahm er als Präsident die Leitung des neugegründeten Verwaltungsgerichts Göttingen. Im Jahre 2000 wurde Herwig van Nieuwland zum Präsidenten des Niedersächsischen Oberverwaltungsgerichts in Lüneburg berufen. Am 13. März 2013 wählte ihn der Niedersächsische Landtag zum Präsidenten des Niedersächsischen Staatsgerichtshofs. Dem Staatsgerichtshof gehörte Herwig van Nieuwland bereits seit dem Jahr 2000 an, zunächst als stellvertretendes Mitglied, seit 2005 als Mitglied und seit 2006 als Vizepräsident.
Neben seiner richterlichen Tätigkeit war Herwig van Nieuwland auch viele Jahre ehrenamtlich als Akademieleiter der Verwaltungs-, Wirtschafts- und Berufsakademie Lüneburg tätig. Seit 2014 ist er Vorsitzender des Kuratoriums dieser Akademie. Darüber hinaus ist er Mitherausgeber der Fachzeitschrift Niedersächsische Verwaltungsblätter und der Zeitschrift für Öffentliches Recht in Norddeutschland. Außerdem ist er Gründungsmitglied des Fördervereins Jüdisches Zentrum Göttingen und des Vereins Alumni e. V. der Universität Göttingen. Seit 2021 ist er Mitglied des geschäftsführenden Vorstands der Gesellschaft für Christlich-Jüdische Zusammenarbeit e. V. und in dieser Funktion unter anderem mit der Projektleitung der Sanierung des Jüdischen Friedhofs Lüneburg betraut. Von 1981 bis 1983 war er Kreistagsabgeordneter des Landkreises Göttingen und von 1991 bis 1993 Ratsherr der Stadt Braunschweig. Herwig van Nieuwland ist seit 1974 Mitglied der SPD.